# Harry Potter e a Criança Amaldiçoada
Harry Potter e a Criança Amaldiçoada (no original: Harry Potter and the Cursed Child) é uma peça de teatro em duas partes escrita por Jack Thorne, do diretor John Tiffany, baseada na história da autora J.K. Rowling. Estreou em 30 de julho de 2016 no Palace Theatre, em Londres, com a colaboração de Rowling e uma equipe experiente para trazer a produção ao palco. A história da peça se passa 22 anos após os eventos de Harry Potter e as Relíquias da Morte e mostra Harry trabalhando no Ministério da Magia ao lado de um de seus filhos, Alvo Severo Potter. O roteiro da peça foi anunciado para publicação em livro pela editora Bloomsbury em 31 de julho de 2016.

## Precedentes
Em dezembro de 2013, foi revelado que há cerca de um ano estava em desenvolvimento uma peça de teatro baseada em Harry Potter  e que seria trazida para o palco em algum momento de 2016. Durante o anúncio, JK Rowling revelou que a peça iria "explorar a história anteriormente não publicada dos primeiros anos de Harry como um órfão e marginal". Em maio, Rowling começou a estabelecer a equipe criativa para o projeto.
Em 26 de junho de 2015, o projeto foi confirmado oficialmente sob o título de Harry Potter and the Cursed Child (Harry Potter e a Criança Amaldiçoada) e foi revelado que receberia a sua estreia mundial em meados de 2016 no Palace Theatre de Londres. O anúncio marcou o décimo-oitavo aniversário da publicação do primeiro romance de Harry Potter, Harry Potter e a Pedra Filosofal, publicado em 26 de junho de 1997.
Ao anunciar os planos para o projeto, Rowling afirmou que a peça não seria uma pré-sequência. Em resposta aos questionamentos sobre a escolha de uma peça em vez de um novo romance, Rowling afirmou que ela estaria "confiante de que quando o público vir a peça eles vão concordar que é o único meio adequado para a história". Rowling também assegurou o público que a peça teria uma história completamente nova e não seria um remake de histórias já conhecidas. Em 24 de setembro de 2015, Rowling anunciou que a peça tinha sido dividida em duas partes feitas para serem vistas no mesmo dia ou consecutivamente ao longo de duas noites.
Em 23 de outubro, foi confirmado que a peça ocorreria dezenove anos após a conclusão do último romance, Harry Potter e as Relíquias da Morte, e abriria no Palace Theatre de Londres em julho de 2016. A peça giraria em torno principalmente de Harry, agora chefe do Departamento de Execução das Leis Mágicas, e seu filho mais novo, Alvo Severo Potter. A partir de 22 de julho, pouco havia sido revelado sobre a trama, mesmo por aqueles que tinham participado nas prévias desde 7 de junho.

## Sinopse
A sinopse oficial em português do livro foi lançada pela editora brasileira Rocco em 16 de agosto de 2016.
Sempre foi difícil ser Harry Potter e não é mais fácil agora que ele é um funcionário sobrecarregado do Ministério da Magia, marido e pai de três crianças em idade escolar.

Enquanto Harry lida com um passado que se recusa a ficar para trás, seu filho mais novo, Alvo, deve lutar com o peso de um legado de família que ele nunca quis. À medida que o passado e presente se fundem de forma ameaçadora, ambos, pai e filho, aprendem uma incômoda verdade: às vezes as trevas vêm de lugares inesperados.

## Resumo

### Parte 1

#### Ato I
Dezenove anos depois da derrota de Voldemort, Harry Potter é Chefe da "Execução das Leis da Magia" e tem três filhos com Gina Weasley: Tiago (James) Sirius, Alvo Severo e Lilian Luna. Hermione Granger, agora Ministra da Magia, casou-se com Rony Weasley – que administra a loja "Gemialidades Weasley" – e com quem tem duas crianças: Rose e Hugo Granger-Weasley.
Na Estação de King's Cross, Alvo e Rose sobem a bordo do Expresso de Hogwarts para iniciarem o seu primeiro ano em Hogwarts. Com a reprovação de Rose (e numa cena que espelha o primeiro encontro de Harry e Rony no primeiro livro), Alvo torna-se logo amigo de Escórpio (Scorpius) Malfoy, filho de Draco Malfoy, um velho rival dos seus pais. Ambos os rapazes são selecionados para Sonserina e Rose para Grifinória. Ao longo dos três primeiros anos na escola, Alvo é um aluno banal e impopular e a sua relação com o pai vai ficando tensa à medida que descobre que ser o filho do famoso Harry Potter é um fardo. Escórpio sofre com a morte da sua mãe, Astoria, e é perseguido por rumores que dizem que ele é secretamente o filho de Voldemort, gerado com a ajuda de um Vira-Tempo, ao mesmo tempo em que a sua paixão por Rose não é correspondida. Os dois rapazes falham em fazer outros amigos. Por outro lado, no final do terceiro ano, Rose já é uma aluna altamente popular e uma apanhadora na equipe de quadribol da Grifinória. A sua relação com Alvo tornou-se tensa e estes já não passam tempo um com o outro.
No verão seguinte, o Ministério da Magia confisca um Vira-Tempo ilegal de um antigo Comensal da Morte. Harry e Hermione discutem uma atividade recente entre os ex-aliados de Voldemort, quando são interrompidos pelo pai doente de Cedrico Diggory, Amos Diggory, que exige que Harry use o Vira-Tempo para salvar o seu filho. Harry recusa devido aos perigos de interferir no passado. Alvo torna-se amigo de Delfi Diggory, sobrinha e cuidadora de Amos, enquanto escutam a conversa.
Mais tarde, Harry oferece como presente a Alvo seu velho cobertor de quando era criança, a única coisa com que ficara da sua mãe, Lílian; Alvo recusa o presente, levando a uma discussão durante a qual uma garrafa de poção do amor é vertida acidentalmente sobre a capa e, nesse momento, ambos, pai e filho, exprimem o desejo de não serem parentes.
No Expresso de Hogwarts para o seu quarto ano, Rose, na tentativa de consertar a sua relação com Alvo, confirma-lhe a existência do Vira-Tempo. Alvo conversa com Escórpio sobre escaparem do trem, ainda durante a viagem, e lançarem-se numa missão para conseguirem o Vira-Tempo e salvarem Cedrico Diggory, e, assim, corrigirem o erro de Harry em deixá-lo morrer. Eles saltam do teto do vagão e vão ver Amos e Delfi, resolvendo continuar com o seu plano. Enquanto isso, Harry volta a ter pesadelos e a sua cicatriz começa a doer. Ele e Hermione organizam uma reunião pública a respeito dos potenciais riscos dos Comensais da Morte e Voldemort, mas a comunidade não está convencida de que há uma ameaça. Harry, Gina e Draco descobrem que Alvo e Escórpio desapareceram; Gina conclui que Alvo fugiu após a sua discussão com Harry e Draco está chateado com o fato de que Scórpius foi puxado para os seus problemas familiares. Delfi fornece uma Poção Polissuco aos rapazes: disfarçados como Harry (Escórpio), Rony (Alvo) e Hermione (Delfi), o trio infiltra-se no Ministério e consegue roubar o Vira-Tempo do gabinete de Hermione após resolver um quebra-cabeça.

#### Ato II
Alvo decide que a melhor maneira de salvar Cedrico é impedi-lo de ganhar o Torneio Tribruxo, um evento passado no quarto ano de Harry Potter. Os rapazes decidem que Delfi não deve ir com eles, uma vez que ela está velha para se fazer passar por uma aluna de Hogwarts. Alvo e Escórpio, disfarçados de alunos de Durmstrang, regressam para a primeira tarefa do Torneio e desarmam Cedrico, que falha então em apanhar o ovo dourado escondido pelo dragão. E é revelado que o Vira-Tempo só lhes permite permanecer no passado durante cinco minutos; eles são incapazes de impedir o seu regresso para o presente, e Alvo fica ferido.
Entretanto, os adultos procuram as crianças desaparecidas. Um sonho de Harry revela que Alvo se encontra na Floresta Proibida. Enquanto ele procura, o centauro Agouro avisa-o de que uma "nuvem negra" assombra Alvo. Harry, Rony e Gina encontram os rapazes mesmo depois de eles voltarem do passado. Alvo é levado para a ala hospitalar da escola, onde Harry conversa com um retrato de Alvo Dumbledore: ele aconselha-o a encarar Alvo tal como ele é. Harry exige que Alvo quebre a sua parceria com Escórpio, indo longe ao ponto de oprimir a Diretora Minerva McGonagall, obrigando-a a usar o Mapa do Maroto para mantê-los afastados. Para além disso, Alvo descobre que a realidade mudou: ele pertence a Grifinória, Rony está casado com Padma Patil, com quem tem um filho, Panju, enquanto Rose não existe, e uma Hermione amargurada é a Professora de Defesa Contra as Artes das Trevas. Descobre-se que Alvo e Escórpio inadvertidamente fizeram com que a jovem Hermione suspeitasse da Durmstrang e assim comparecesse no Baile de Natal como amiga de Rony em vez de sair com Vítor Krum. Deste modo, Rony nunca chegou a sentir ciúmes, algo que seria fundamental para o seu romance com Hermione.
Alvo evita Escórpio, porém Delfi aparece em Hogwarts e persuade Escórpio a reconciliar-se com Alvo, que consegue após repreendê-lo por ser um pobre amigo. Alvo também convence Escórpio de que devem tentar salvar Cedrico uma segunda vez, algo que preocupa particularmente Scórpius devido ao seu amor por Rose. Eles viajam para a segunda tarefa, na qual Cedrico tivera que mergulhar nas profundezas do Lago Negro para resgatar um refém. Novamente eles se esforçam para fazê-lo falhar, usando um encantamento que obriga Cedrico a flutuar e regressar à superfície da água — uma completa humilhação — tal como haviam discutido com Delfi.
No presente, Draco e Harry discutem acerca dos seus filhos, o que resulta num duelo de feiticeiros. Surpreendentemente, Draco partilha uma causa comum com Gina, quando ambos referem o quanto foram importantes as amizades de Harry em Hogwarts para a sua pessoa, com Draco admitindo que invejava os amigos de Harry, visto ter estado encalhado com os brutos Crabbe e Goyle. Harry percebe que está isolando Alvo perigosamente. Eles regressam a Hogwarts, onde Harry pede desculpa à Professora McGonagall, e tentam encontrar os rapazes, descobrindo em última análise que eles estão na posse do Vira-Tempo.
Quando Escórpio regressa ao presente, Alvo desapareceu. Nesta nova linha do tempo, Voldemort reina uma supremacia sobre o mundo bruxo. Dolores Umbridge é a Diretora de Hogwarts, agora uma escola de magia negra. Harry Potter está morto, derrotado ao lado dos seus aliados na Batalha de Hogwarts, ficando assim explicada a ausência de Alvo, que não chegou a nascer. Nesta nova realidade, todas as frases terminam com "Por Voldemort e Valor" e a escola está fazendo os preparativos para o Baile Sangrento.

### Parte 2

#### Ato III
Horrorizado, Escórpio descobre que após Cedrico Diggory ter sido humilhado, este tornou-se um jovem severo e cruel que se juntou aos Comensais da Morte e matou Neville Longbottom. Com Neville morto, Nagini, a Horcrux de Voldemort, sobreviveu à Segunda Batalha de Hogwarts, conduzindo ao triunfo de Voldemort e à morte de Harry Potter. Nesta nova realidade Voldemort governa o mundo dos feiticeiros. O próprio Escórpio é um aluno popular, respeitado e temido em Hogwarts, que faz os outros obedecerem às suas ordens, enquanto o seu pai, Draco, é o Chefe da Execução das Leis da Magia. Uma bruxa poderosa chamada Agoureiro é a ajudante mais próxima de Voldemort. Mesmo estando em um cenário tão favorável, Escórpio tenta restaurar a linha do tempo.
Ele ganha a confiança do Professor Snape, que ainda está vivo e leciona, embora seja um membro clandestino do armada de Dumbledore. Snape leva Escórpio para a sede secreta da resistência, onde Rony e Hermione, ambos fugitivos procurados, estão vivendo. Escórpio convence-os acerca da sua origem e eles concordam em ajudá-lo, ainda que isso signifique que Snape morrerá de novo. Escórpio é informado que para resolver as coisas ele terá que proteger Cedrico Diggory, do seu outro eu, usando um Feitiço de Escudo. Escórpio faz isso, mas logo depois Snape, Rony e Hermione são atacados por dementadores que executam o Beijo do Dementador neles. Apesar de não estarem casados nesta realidade alternativa, Hermione e Rony declaram o seu amor um pelo outro e esticam-se para agarrarem as mãos um do outro enquanto as suas almas lhes são sugadas. Snape pede a Escórpio para contar a Alvo que está orgulhoso por ter o seu nome, antes de igual forma, ver a sua alma ser sugada pelos dementadores.
De volta ao presente, Escórpio desaparece de repente, mas Alvo reaparece. Ter negado a humilhação de Cedrico na segunda tarefa parece ter ajustado as coisas, embora os rapazes parecem ter perdido o Vira-Tempo. Eles confessam à Professora McGonagall o que fizeram e ela lembra de que o seu mundo foi criado e sustentado por muitas pessoas que perderam as suas vidas, incluindo aqueles que amavam, e apesar das nobres intenções de Alvo e de Escórpio, o mundo alternativo que eles acidentalmente haviam criado seria a última coisa que iriam querer. Harry visita Alvo no seu dormitório e, apesar de primeiro mal conseguir conter a sua raiva, as sementes para a verdadeira reconciliação são semeadas.
Então, Escórpio segreda a Alvo que ele mentiu aos adultos sobre ter perdido o Vira-Tempo: ele sempre o tivera consigo, mas não confiou nos adultos para o manter em segredo. Os rapazes resolvem destruí-lo de uma vez por todas e decidem fazê-lo na Torre das Corujas para não serem vistos. Alvo convida Delfi a juntar-se a eles, dada a queda que os meninos tem por ela. É então que Delfi acidentalmente expõe uma tatuagem sua, que retrata um Agoureiro. Escórpio então se lembra de haver uma criatura sinistra da qual ele se lembra de ter ouvido falar quando esteve na segunda realidade alternativa, justamente chamada de Agoureiro. Ela finalmente revela que tinha um plano secreto durante todo esse tempo: faz os rapazes reféns, algemando-os um ao outro com magia, destrói as suas varinhas e assassina um prefeito que andava à procura deles. Em seguida, Delfi obriga-os a regressar no tempo para a terceira tarefa no Torneio Tribruxo, que envolvia um labirinto com obstáculos físicos e criaturas negras.
No labirinto, Alvo e Escórpio decidem empatar Delfi, visto terem apenas cinco minutos antes de o Vira-Tempo os levar de volta ao presente. Antes do tempo no passado se esgotar, eles dão de caras sem querer com o próprio Cedrico Diggory, que acredita que o trio é um obstáculo do labirinto. Ele ajuda a libertar Alvo e Escórpio e desarma Delfi momentaneamente, porém ela recupera o controle da situação, usa o Vira-Tempo para viajar uma vez mais antes de destruí-lo, abandonando Alvo e Escórpio no passado.

### Ato IV
De volta ao presente, Harry e os seus amigos descobrem que Alvo e Escórpio foram vistos pela última vez com Delfi e interrogam Amos Diggory sobre isso, sabendo que eles foram confundidos por Delfi para acreditar que ela era sua sobrinha e zeladora; nem ele nem a sua mulher tinham irmãos. Procurando pistas no quarto, eles deparam-se com uma profecia que, se realizada, permitirá o regresso de Voldemort, e compreendem a verdadeira identidade de Delfi como a filha secreta de Voldemort. No entanto, visto não saberem em que tempo estão Delfi, Alvo e Escórpio, só lhes resta esperar.
É revelado que Delfi, Alvo e Escórpio viajaram para 1981. Consultando o horário de uma estação de comboios, Alvo e Escórpio descobrem que o dia é 30 de outubro de 1981 — um dia antes do Halloween de 1981, a noite em que Voldemort matará os pais de Harry. Percebendo que Delfi planeja matar Harry para impedir que a Maldição da Morte ricocheteie em Voldemort, tal como acontecera, eles viajam para Godric's Hollow, onde avistam o bebê Harry e os seus pais. Ao pensarem numa maneira de se comunicarem com o futuro, Alvo recorda-se do cobertor que o seu pai lhe dera e de quando o atirou pelo quarto durante a discussão, partindo uma garrafa de poção do amor que se espalhara pelo cobertor. Escórpio e Alvo chegam a conclusão de que se escreverem uma mensagem invisível no cobertor usando a tintura de seminviso que encontram na casa de Batilda Bagshot, as letras irão tornar-se visíveis devido a uma reação mágica da tintura com o pó de pérola da poção do amor. Depois, Harry irá notar a mensagem, visto que ele passa todos os 31 de outubro abraçado com o cobertor, por ser este a última coisa que ficara dos pais. Os rapazes roubam um pouco de tintura de seminviso da casa de Batilda Bagshot, a autora de Uma História da Magia, e conseguem escrever uma mensagem no cobertor. Harry e Gina decifram a mensagem, indicando-lhes a localização dos rapazes no espaço e no tempo, e avisam Rony e Hermione. Draco junta-se a eles e lhes confidencia que a sua família tem o Vira-Tempo mais potente e valioso que fora confiscado pelo Ministério, mas que por sua vez era apenas um protótipo e por isso não desejável a um verdadeiro Comensal da Morte.
Eles viajam no tempo para resgatar Alvo e Escórpio. Porém, com um remate de Gina, eles percebem que Delfi escolhera aquele momento, não para matar o bebê Harry, e sim, para prevenir Voldemort e impedi-lo de atacar os Potters. O que iria assegurar a continuidade do reino de Voldemort. Escondidos numa igreja junto à casa dos Potters, eles concordam em transfigurar Harry no próprio Voldemort: a sua cicatriz voltara a doer, ele voltara a se comunicar com serpentes e, sendo o único a ter estado na mente de Voldemort, seria o melhor a interpretá-lo. Nesse momento se descobre que Delfi é filha de Voldemort e de Bellatrix Lestrange, tendo nascido na Mansão dos Malfoy entre os finais de 1997 e inícios de 1998, enquanto Voldemort vivia lá durante os eventos de Harry Potter e as Relíquias da Morte, antes da Segunda Batalha de Hogwarts. Ela implora que o seu "pai" a reconheça, o que Harry faz antes do feitiço de Transfiguração se desfazer. Vendo que foi enganada, Delfi entra num duelo feroz com Harry, ao qual se juntam Alvo e os seus amigos. Eles conseguem dominá-la e ela alega que só quer conhecer o seu pai. Surpreso, Harry explica que isso não é possível; eles não conseguem alterar o passado.
Assim que ouvem o verdadeiro Voldemort chegar para matar os pais de Harry, Delfi tenta chamá-lo, mas Hermione e Malfoy silenciam-na e mandam-na para o presente. Harry decide observar a cena do homicídio dos seus pais mais uma vez, com Alvo ao seu lado, para proporcionar uma sensação de finalização para eles. Depois dos homicídios serem cometidos por Voldemort, eles regressam ao presente. Hagrid chega devastado ao local e leva o bebê Harry aos Dursleys, o que desencadeará todos os acontecimentos de Harry Potter e a Pedra Filosofal.
De volta a Hogwarts, Escórpio toma coragem e convida Rose para sair com ele. Embora ela tenha recusado, ele está convencido de que a sua iniciativa irá estabelecer as bases para a amizade entre os dois, que finalmente começa após um encontro nos corredores. Harry convida Alvo a acompanhá-lo nessa tarde numa subida a uma colina íngreme. Harry revela a Alvo que o trouxe ao túmulo de Cedrico Diggory e que o visita regularmente, de modo a poder pedir perdão pelo seu papel na sua morte.
Harry diz:
— Acho que vai ser um dia bom.
A isto, Alvo responde:
— Eu também.

## Produção
Harry Potter e a Criança Amaldiçoada é uma peça de duas partes, foi escrita pelo dramaturgo britânico Jack Thorne e baseada em uma história original de Thorne, John Tiffany e J.K. Rowling. Alguns sites listaram todos os três como autores do roteiro, mas até 26 de julho de 2016, o site oficial da peça e muitos outros (incluindo a BBC) listaram Thorne como o único roteirista. Harry Potter and the Cursed Child é dirigida por John Tiffany com coreografia de Steven Hoggett, cenografia por Christine Jones, figurinos de Katrina Lindsay, design de iluminação por Neil Austin, música de Imogen Heap, e design de som por Gareth Fry. Além disso, os efeitos especiais foram criados por Jeremy Chernick, com ilusões por Jamie Harrison, e supervisão musical de Martin Lowe.
As prévias no Palace Theatre começaram em 7 de junho de 2016, com a noite de abertura oficial para ambas as partes em 30 de julho e originalmente reserva até 18 de setembro de 2016. A venda dos ingressos foi liberada para usuários já registrados em 28 de outubro de 2015, com uma venda pública programada para começar em 30 de outubro. Em pouco menos de 8 horas de reserva, 175.000 ingressos foram vendidos para a estreia mundial da produção, com o período de reserva da peça estendido a janeiro de 2017. A venda de reserva pública foi prorrogada até 30 de abril de 2017, com uma nova extensão emitida no mesmo dia para 27 de maio de 2017. Na abertura, bilhetes para ambas as partes foram vendidos por preços de 30 a 130 libras, embora as agências de revenda de bilhetes estavam vendendo assentos pelo preço de até £ 3.000. A revenda de bilhetes foi proibida pelos produtores, com ingressos perdendo a validade se vendidos. Em meados de julho de 2016, o teatro começou a realizar a venda dos bilhetes na loteria a partir das 13:00, toda sexta-feira, liberando 40 para venda em seu site para "alguns dos melhores lugares" no teatro por um menor preço, anunciado em US$ 20 por parte. Por exemplo, os bilhetes "Friday Forty", vendidos em 29 de julho de 2016, foram para performances de 3, 5, 6 e 7 de agosto.
As peças são recomendadas para maiores de 12 anos. Em 20 de dezembro de 2015, o elenco foi divulgado, com Jamie Parker interpretando Harry Potter, Noma Dumezweni interpretando Hermione Granger e Paul Thornley interpreta Ron Weasley. O fato de Noma Dumezweni, uma negra, interpretar Hermione, provocou uma discussão fervorosa, ao qual Rowling respondeu que a pele de Hermione não foi especificada como branca. Além disso, o elenco inclui Poppy Miller como Gina Potter e Sam Clemmett como Alvo Severo Potter. A produção conta com um elenco global de 42 atores.
O New York Post relatou, em 22 de julho de 2016, que está sendo negociada na Broadway uma possível abertura da peça no Shubert Theatre de Nova York, possivelmente em 2017, talvez com uma prévia em Toronto.

## Elenco original e papéis principais
- Jamie Parker como Harry Potter
- Paul Thornley como Rony Weasley
- Noma Dumezweni como Hermione Granger
- Poppy Miller como Gina Potter
- Alex Price como Draco Malfoy
- Sam Clemmett como Alvo Severo Potter
- Anthony Boyle como Escórpio (Scorpius) Malfoy
- Cherrelle Skeete como Rosa Granger-Weasley e Hermione (jovem)
- Jeremy Ang Jones como Craig Bowker Jr.
- Annabel Baldwin como Murta Que Geme e Lilian Potter
- Paul Bentall como Válter Dursley, Severo Snape e Lord Voldemort
- Claudia Grant como Polly Chapman
- Chris Jarman como Rúbeo Hagrid e o Chapéu Seletor
- James Le Lacheur como Yann Fredericks
- Helena Lymbery como Petúnia Dursley, Madame Hooch e Dolores Umbridge
- Barry McCarthy como Amos Diggory e Alvo Dumbledore
- Sandy McDade como Bruxa do Carrinho e Minerva McGonagall
- Adam McNamara como Chefe de Estação
- Tom Milligan como Cedrico Diggory, Tiago (James) Sirius Potter e Tiago Potter
- Jack Norte como Duda Dursley, Karl Jenkins, e Vítor Krum
- Nuno Silva como Bane
- Esther Smith como Delphi Diggory
- Rudi Goodman, Alfred Jones, Bili Keogh, Ewan Rutherford, Nathaniel Smith e Dylan Standen como Harry Potter (jovem)
- Zoe Brough, Cristina Fray e Christiana Hutchings como Lilian Luna Potter

## Publicação do roteiro
Ambas as partes do roteiro da peça de teatro foram lançadas nos formatos impresso e digital como Harry Potter and the Cursed Child Parts I & II (PT "Harry Potter e a Criança Amaldiçoada Partes I & II").
A primeira edição, intitulado "Edição Especial do Roteiro de Ensaio", corresponde ao roteiro usado nas prévias do show e foi programado para ser publicado em 31 de julho de 2016, a data de aniversário de Harry na série e aniversário de Rowling. Após as revisões no roteiro continuarem depois que o livro foi impresso, uma versão editada será lançada em 2017 como a "Edição Definitiva de Colecionador". De acordo com a CNN, este foi o livro mais pré-vendido de 2016.

### Vendas
Nos Estados Unidos e no Canadá, o livro vendeu mais de 2 milhões de cópias nos seus dois primeiros dias de lançamento. 847,885 cópias foram vendidas em sua primeira semana no Reino Unido.

## Recepção da crítica
As revisões iniciais da produção original foram altamente positivas; Por exemplo, o artigo da BBC foi intitulado, Harry Potter e a Criança Amaldiçoada recebe críticas de cinco estrelas. As publicações que concedem avaliações de cinco estrelas incluíram The Independent, The Evening Standard, The Stage e WhatsOnStage.com. The Telegraph também deu cinco, embora "há alguns equívocos", enquanto Michael Billington do The Guardian (com orientação de seu neto) concedeu quatro estrelas.
O desempenho de Anthony Boyle como Scorpius Malfoy obteve aclamação particular. WhatsOnStage escreveu que "Boyle dá uma performance que faz uma carreira," enquanto o Wall Street Journal descreveu ele como "uma performance revelação." O crítico da Variety, Matt Trueman, concordou, escrevendo, "é Boyle que realmente se destaca", e notou que ele seria um favorito dos fãs.
De acordo com as descrição do produto nos booksellers, o livro do roteiro foi nomeado para o Holden-Crowther Book Award 2016.